# 莫埃兹
莫埃兹（法語：Moëze，法語發音：[mɔɛz]）是法国滨海夏朗德省的一个市镇，位于该省西部偏北，属于罗什福尔区。

## 地理
莫埃兹（45°54'17"N, 1°2'9"W）面积21.17 平方千米，位于法国新阿基坦大区滨海夏朗德省，该省份为法国西部滨海省份，北起旺代省，西临大西洋，南至吉倫特省，东南接多爾多涅省，东北接德塞夫勒省接壤，东临夏朗德省。
与莫埃兹接壤的市镇（或旧市镇、城区）包括：博热、圣弗鲁、夏朗德河畔圣纳泽尔、苏比斯、马雷讷-耶尔斯-布鲁阿日。

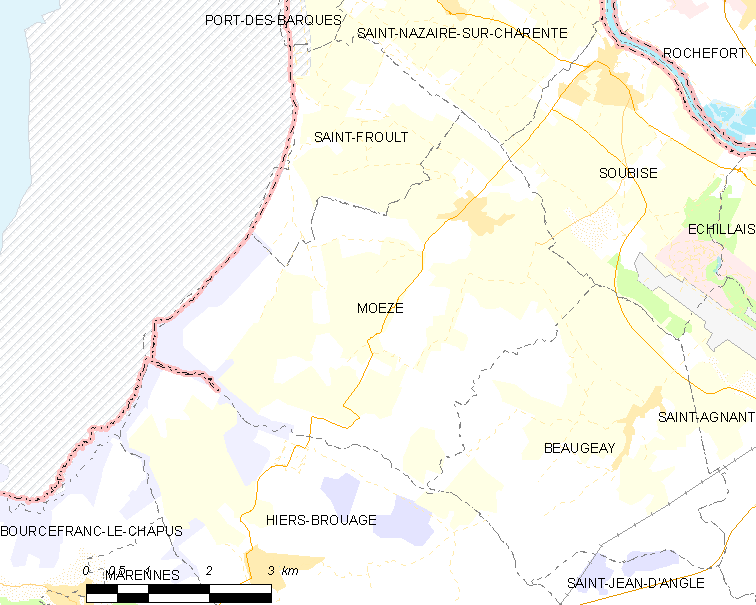
莫埃兹的OSM定位图

莫埃兹的时区为UTC+01:00、UTC+02:00（夏令时）。

## 行政
莫埃兹的邮政编码为17780，INSEE市镇编码为17237。

## 政治
莫埃兹所属的省级选区为马雷讷县。

## 人口

1962-2008年间莫埃兹人口变化图示

莫埃兹于2022年1月1日时的人口数量为592人。